# ECW Championship
L'ECW Championship (que l'on peut traduire par championnat de l'ECW) est un championnat masculin de catch (lutte professionnelle).
Il est créé par la NWA Eastern Championship Wrestling en 1992 sous le nom de NWA ECW Heavyweight Championship (championnat poids lourd de la NWA ECW). Jimmy Snuka est le premier champion après sa victoire sur Salvatore Bellomo en finale d'un tournoi. En août 1994, l'Eastern Championship Wrestling quitte la National Wrestling Alliance et devient l'Extreme Championship Wrestling. Ce titre change de nom pour devenir l'ECW World Heavyweight Championship. En 2001, l'ECW est en banqueroute et la World Wrestling Federation (WWF) la rachète.
Le titre a ensuite été remis en activité par la WWF (désormais appelée WWE) pour sa nouvelle division, nommée ECW en hommage à la défunte fédération, en tant que troisième titre individuel majeur.
Le titre a disparu lors de la toute dernière édition de la ECW, le 16 février 2010. Durant cette soirée, le challenger Ezekiel Jackson met fin au règne de Christian.

## Histoire
Le 25 avril 1992, la NWA Eastern Championship Wrestling (NWA ECW), qui est alors membre de la National Wrestling Alliance, organise un tournoi afin de désigner le premier champion poids lourd de la NWA ECW. Jimmy Snuka et Salvatore Bellomo remportent respectivement une bataille royale afin de se qualifier pour la finale de ce tournoi dont Snuka en sort vainqueur.
Le 27 août 1994, Shane Douglas remporte un tournoi pour désigner le champion du monde poids lourds de la NWA puis refuse ce titre préférant le championnat de l'ECW. Peu de temps après, l'ECW change de nom pour devenir l'Extreme Championship Wrestling et le titre change aussi de nom pour celui d'ECW World Heavyweight Championship. Ce titre ne change pas de nom jusqu'à la banqueroute de l'ECW en avril 2001. La World Wrestling Entertainment rachète les actifs de l'ECW dont la vidéothèque ainsi que les droits sur les logos en 2003.
En 2005, la WWE organise ECW One Night Stand qui est un spectacle en hommage à l'ECW qui rencontre un succès tant commercial que critique. Cela donne envie de relancer l'ECW qui a sa propre émission ECW on Sci-fi en mai 2006. Rob Van Dam en est premier champion de cette version WWE du championnat du monde poids lourd de l'ECW quand Paul Heyman lui remet la ceinture le 13 juin. Début juillet, la police l'arrête durant un contrôle routier et trouve de cannabis ainsi que de la vicodin. Cela conduit la WWE à suspendre Van Dam et à lui faire perdre son titre face au Big Show,.
Fin 2006, des tensions apparaissent en coulisses entre Vince McMahon et Paul Heyman, qui en plus d'être à l'écran le manager général de l'ECW en est aussi le booker, concernant le successeur de Big Show. Cela aboutit au départ de Heyman peu de temps après l'échec commercial de December to Dismember.

## Vainqueurs
| Record                 | Détenteur du record          | Chiffre                    | Notes                                                      | Réf    |
| ---------------------- | ---------------------------- | -------------------------- | ---------------------------------------------------------- | ------ |
| Le plus de règnes      | The Sandman                  | 5                          | En tant que titre de la ECW originelle.                    |        |
| Le plus de règnes      | Christian et Bobby Lashley   | 2                          | En tant que titre de la WWE                                |        |
| Règne le plus long     | Shane Douglas                | 1 an, 1 mois et 11 jours   | En tant que titre de la ECW originelle.                    |        |
| Règne le plus long     | Christian                    | 6 mois et 21 jours         | En tant que titre de la WWE                                |        |
| Règne le plus court    | Tommy Dreamer et The Sandman | 0 jour                     | En tant que titre de la ECW originelle                     |        |
| Règne le plus court    | Ezekiel Jackson              | 2 minutes 25 secondes      | En tant que titre de la WWE. La ECW a été fermé par la WWE |        |
| Champion le plus âgé   | Vince McMahon                | 61 ans, 8 mois et 5 jours  |                                                            | [ 13 ] |
| Champion le plus jeune | Jack Swagger                 | 26 ans, 1 mois et 10 jours |                                                            | [ 14 ] |